# 炭素惑星

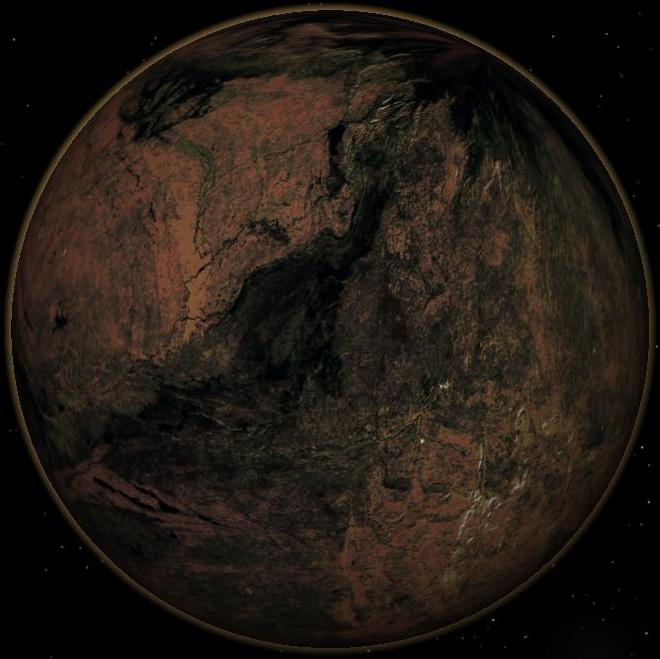
炭素惑星の想像図。炭化水素のため赤みを帯びた黒色の表面をしていると予測されている。

様々な組成の惑星について大きさを推定したもの。上段が地球質量に等しい惑星、下段が地球質量の5倍の惑星を表す。左から2行目が岩石惑星、3行目が炭素惑星で、質量が同じであれば両者の直径はほぼ等しい。

炭素惑星（英語: carbon planet）とは、アメリカの天体物理学者 Marc Kuchner が提唱した惑星の類型。炭素やその化合物を主な成分とする固体の天体である。英語では diamond planet（ダイヤモンド惑星）やcarbide planet（炭化物惑星）とも呼ばれる（ただし前者については惑星全体がダイヤモンドというわけではない）。2023年の時点では実際に確認された例はなく、理論上の存在である。

## 概要
炭素惑星は、炭素が豊富で、なおかつ酸素が欠乏した原始惑星系円盤で形成される。太陽系では炭素/酸素の比率は0.5程度だが、これが1を超すと岩石惑星の代わりに炭素惑星が形成される可能性がある。
炭素惑星の中心には、岩石惑星と同様の金属質のコアがあると推測されている。その周囲は炭化ケイ素と炭化チタンのマントルで覆われている。地殻はグラファイトで出来ており、十分な高圧環境が存在すれば厚さ数kmのダイヤモンドの層が存在する可能性もある。地表には炭化水素や一酸化炭素が存在すると考えられている。

## 観測
2023年の時点で炭素惑星と確認された系外惑星は存在しない。炭素惑星の平均密度は岩石惑星に近いため、直径は同じ質量の岩石惑星と大きな差がないと予測されている。このため現在の技術で両者を見分けるのは難しい。
2011年、太陽に似た複数の恒星について、炭素/酸素の比率が調査された。対象となった941個の恒星のうち、大部分は炭素/酸素の比率が1より小さく岩石惑星が出来やすい環境にあったが、46個は1を上回っていた。これらは炭素惑星を持つ恒星の候補と考えられている。
恒星の元素組成は伴星からの質量移転で後天的に変化し得る。特に連星系における炭素に富んだ漸近巨星分枝星からの質量移転は恒星の炭素/酸素比の増加をもたらす典型的な状況である。炭素/酸素比の増加が後天的なものである場合、恒星誕生直後の惑星が形成されている時代には、その恒星は炭素惑星を生み出すほど炭素/酸素比は高くなかったことになる。炭素に富んだ主系列星を対象にした視線速度サーベイでは対象の大部分に伴星の存在を示す視線速度の変動が見つかっている（観測頻度や観測能力の限界で検出を免れる可能性を考慮すればこの種の恒星全てが連星系であると考えても統計上差支えないという分析もある）。それによれば、現在炭素に富んだ主系列星として観測されている恒星の多くは『後天的な』炭素過剰星に過ぎず、その周囲に炭素惑星は形成されていないことが示唆される。
パルサーPSR B1257+12は、炭素に富んだ恒星が超新星爆発を起こした残骸と考えられている。パルサーの周囲には地球質量程度の惑星が複数発見されているが、これらは炭素惑星かもしれない。また、銀河系の中心は炭素の存在比が大きく、炭素惑星が形成されやすい環境にある。
通常の惑星としては、かに座55番星eが炭素惑星の候補の1つである。主星であるかに座55番星Aが炭素に富む恒星であり、またかに座55番星eが地球より大きなスーパー・アースであり、表面温度も2,000℃前後になる高温の惑星であることから、表面は黒鉛、内部はダイヤモンドで構成されていると考えられている。